# جی‌دی

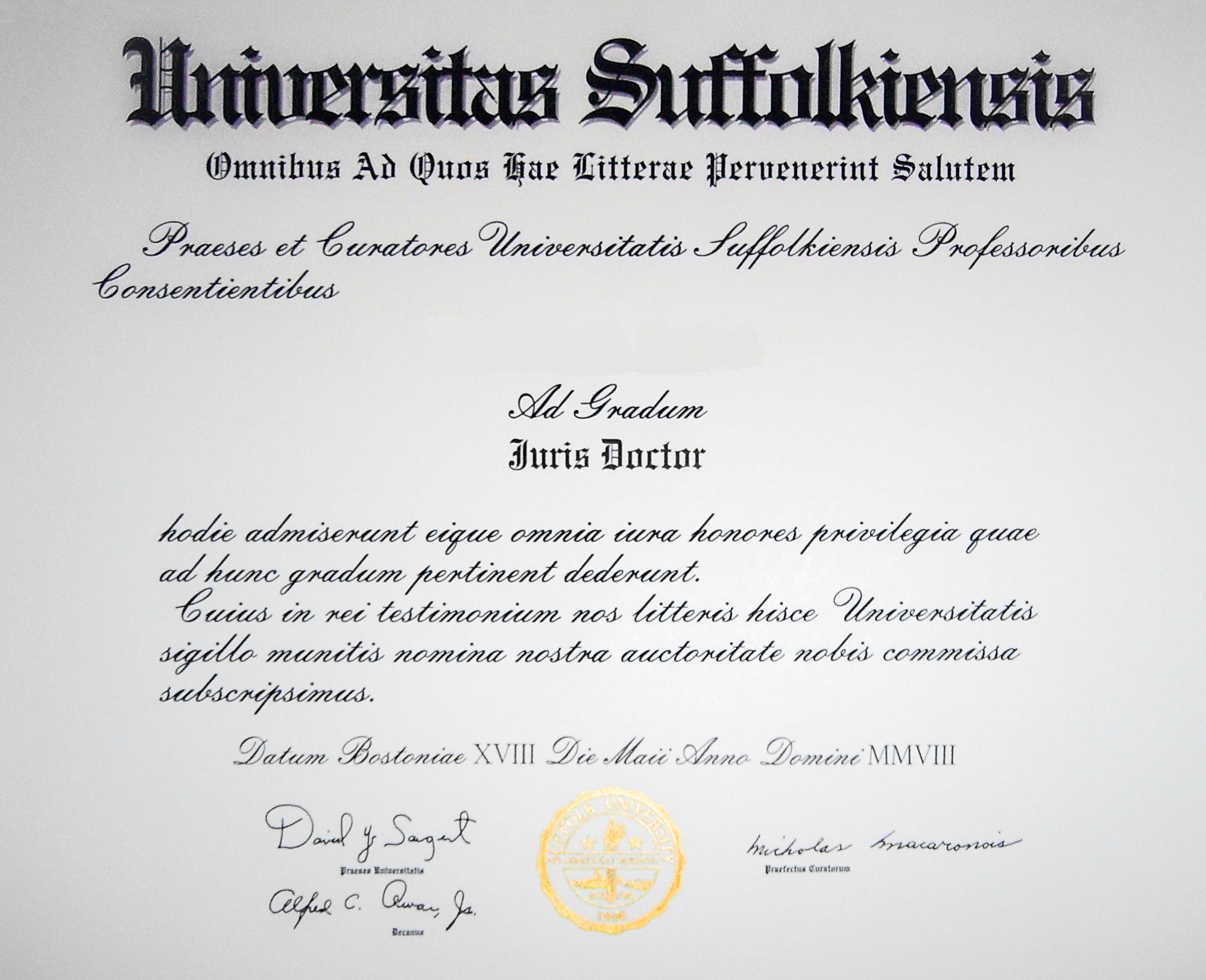
نمونه‌ای از مدرک جِی‌دی، اعطاشده از سوی دانشکدهٔ حقوق دانشگاه سافُک

مدرک جِیْدی (به لاتین: Juris Doctor) (تلفظ لاتین: یوریس دُکتُر) یک مدرک دکترای حرفه‌ای و نخستین درجهٔ تخصصی عالی در رشتهٔ حقوق است. این مدرک را در کشورهای ایالات متحدهٔ آمریکا، کانادا، استرالیا، و دیگر کشورهای دارای کامن لا با تکمیل مدرسه یا دانشکدهٔ حقوق می‌توان دریافت کرد. بسیاری از کسانی که مدرک جِی‌دی دارند، افرادی هستند که مشغول به کار در رشتهٔ حقوق‌اند و بسیاری از آنان کار خود را در زمینه‌های حقوق کیفری، جُرم (بزه)، حقوق خانواده، حقوق ابرشرکت‌ها، و/یا گسترهٔ وسیعی از دیگر زمینه‌ها متمرکز می‌کنند.
در آمریکا جایگاه آکادمیک آن معادل یک دکترای حرفه‌ای (در تضاد با یک دکترای پژوهشی) است، در همه این کشورها جایگاه آن معادل دیگر مدارک حرفه ای، همچون LL.B. که به جوریس داکتر تغییر نام یافته، و نیز دکترای پزشکی / دکتر پزشکی استیوپاتی یا D.D.S. / D.M.D. , مدارک مورد نیاز برای کار به عنوان پزشک یا دندان‌پزشک، است.

## در آکادمیا
مدرک جوریس داکتر در آمریکا مدرکی است که دریافت کننده آن را برای ورود به حرفه حقوق آماده می‌کند (چنان‌که دکترای پزشکی یا دکتر پزشکی استیوپاتی در حرفه طب D.D.S یا D.D.M. در حرفه دندانپزشکی می‌کنند). با این که جی‌دی تنها مدرک مورد نیاز برای استاد حقوق شدن یا کسب جواز وکالت است (مانند D.O، D.D.S، یا D.M.D.)، این مدرک یک «مدرک پژوهشی» نیست.
مدارک پژوهشی در مطالعه حقوق شامل ال‌ال‌ام (LL.M.)، که عموماً پیش‌نیاز آن داشتن جی‌دی است، و دکترای حقوق (S.J.D. / J.S.D.), که معمولاً ال‌ال‌ام پیش‌نیاز آن است، می‌شود. به هر روی کانون وکلای دادگستری آمریکا بیانیه‌ای صادر کرده، و به مدارس حقوق توصیه کرده با جی‌دی باید برای مقاصد استخدام آموزشی مشابه پی‌اچ‌دی برخورد شود. نتیجتاً با این که بیشتر استادان حقوق لازم است به منظور کسب درجه دانشیاری اقدام به نگارش و پژوهش دست اول کنند، اکثریت آنها بالاترین مدرک شان جی‌دی است. پژوهشی در سال ۲۰۱۵ نشان داد روند فزاینده‌ای برای استخدام استادانی که هر دو مدرک جی‌دی و پی‌اچ‌دی را دارا هستند، به خصوص در مدارس رتبه بالا وجود دارد.